# بسيم (مغني)

أنيس بسيم مجاهد (مواليد 4 يوليو 1992) ويعرف باسم بسيم هو مغني بوب وكاتب أغاني دنماركي من أصل مغربي، مثل الدنمارك في مسابقة الأغنية الأوروبية 2014.

## روابط خارجية
- بسيم على موقع IMDb (الإنجليزية)
- بسيم على موقع ميوزك برينز (الإنجليزية)
- بسيم على موقع أول ميوزيك (الإنجليزية)
- بسيم على موقع ديسكوغز (الإنجليزية)